# 原田家住宅
原田家住宅（はらだけじゅうたく、英語：Harada House）は、徳島県徳島市かちどき橋に位置する歴史的な建造物。木造平屋、一部2階建て。200m2。国の登録有形文化財に登録されている。

## 歴史
主屋は江戸時代、徳島藩に仕える上級武士の住まいであった。最後の徳島藩主となった14代藩主蜂須賀茂韶が明治初年に藩の重臣で、名東県の大属を務めた原田一平に譲り渡したもので、明治15年（1882年）、城下から現在の位置に移築された。
第二次世界大戦などの戦火で多くの貴重な歴史建造物が失われたなか、藩政時代の佇まいをそのまま残している主屋は当時の暮らしや武士の住宅形式を知る上では貴重は建造物である。床の間には、御用絵師である守住貫魚の作品などが飾られている。
平成12年（2000年）5月17日、国の登録有形文化財に登録された。

## 交通
鉄道
- JR「阿波富田駅」より徒歩約5分。

自動車
- 徳島自動車道「徳島インターチェンジ」より国道11号、国道55号経由。